# John Klensin

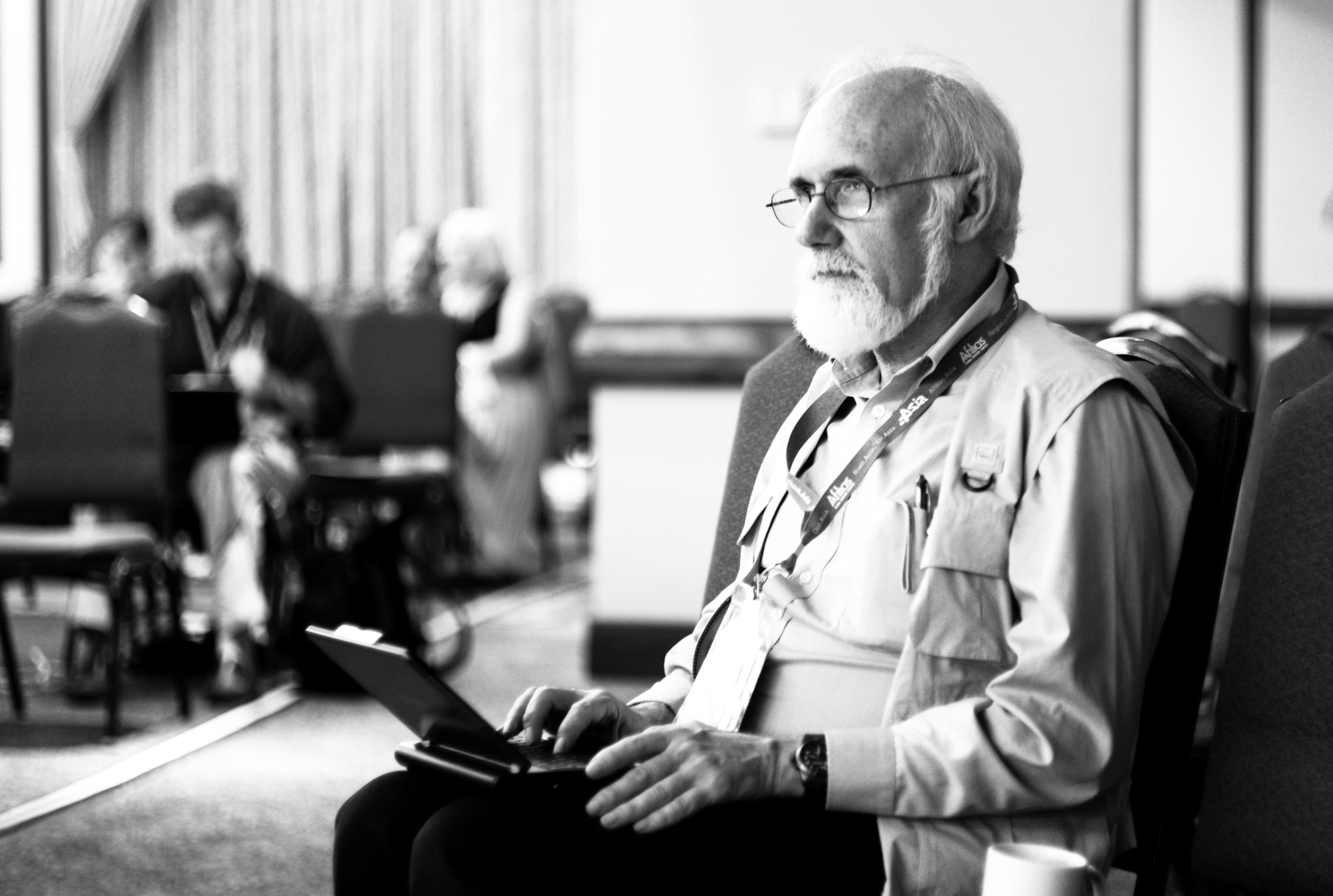
John Klensin (2007)

John Klensin (* 2. Januar 1945) ist ein Politikwissenschaftler und Internetpionier. Er lebt in Cambridge (Massachusetts).

## Leben und Werk
John Klensin wuchs im südlichen Arizona auf. Er studierte Politikwissenschaft am Massachusetts Institute of Technology (MIT), wo er 1979 promovierte. Am MIT arbeitete er mit J. C. R. Licklider und war an der Entwicklung des Arpanets beteiligt.
Klensins Karriere umfasst 30 Jahre als leitender Forschungswissenschaftler am MIT, einschließlich einer Zeit als INFOODS-Projektkoordinator für die Universität der Vereinten Nationen, Distinguished Engineering Fellow bei MCI WorldCom und Vizepräsident für Internetarchitektur bei AT&T; heute ist er ein unabhängiger Berater.
Seine Beschäftigung mit Internetprotokollen begann 1969, als er am File Transfer Protocol (FTP) arbeitete. Mit Jon Postel arbeitete er am Protokoll- und Namenssystem des Internets. Ein weiterer Bereich seiner Arbeit war die Kommunikation zwischen dem Arpanet und anderen frühen Computernetzwerken.
1992 gründeten Randy Bush und John Klensin das Network Startup Resource Center und halfen Dutzenden von Ländern, Verbindungen mit dem FidoNet, dem Usenet und wenn möglich dem Internet herzustellen.
Klensin ist Autor oder Mitherausgeber von über 40 RFCs und war von 1993 bis 1995 IETF Applications Area Director, von 1996 bis 2002 Mitglied des Internet Architecture Board und von 2000 bis 2002 dessen Vorsitzender. Von 2009 bis 2011 war er erneut Mitglied des Vorstands.
Die von Klensin geschriebenen oder bearbeiteten RFCs umfassen SMTP (einschließlich RFC 4409 und RFC 5321), IDNA (einschließlich RFC 5890 und RFC 6055), Unicode (einschließlich RFC 5137 und RFC 5198) und andere Felder, einschließlich CRAM-MD5 (RFC 2195) und IETF-Richtlinien (RFC 3933). Im März 2011 wurde 8BITMIME (RFC 6152) als Internetstandard STD 71 veröffentlicht, im November 2011 wurde Mail Submission (RFC 6409) als STD 72 veröffentlicht.
Seine i18n-Arbeit umfasste auch einen RFC zum Aprilscherz in Zusammenarbeit mit Harald Alvestrand (RFC 5242) und MIME in Zusammenarbeit mit Ned Freed (u. a. RFC 4289). Seit 2011 ist er Mitglied des RFC Independent Submissions Editorial Board. Er arbeitet an mehreren Internet-Entwürfen.

## Auszeichnungen und Ehrungen
- 2003 – INCITS-Verdienstpreis[5]
- 2008 – Aufnahme als Fellow in die Association for Computing Machinery[5]
- 2012 – Aufnahme in die Internet Hall of Fame[1][5]